# إدا أوبوزية (سيدي بوسحاب)
إدا أوبوزية هي إحدى مشيخات المملكة المغربية، تتبع جغرافيا لإقليم شتوكة آيت باها وإداريًا لسيدي بوسحاب. يقدر عدد سكانها بـ 4749 نسمة حسب الإحصاء الرسمي للسكان والسكنى لسنة 2004.